# プリムス・グランフューリー
グランフューリー（Gran Fury）はクライスラーがプリムスブランドで販売していた自動車である。
本車がプリムスの歴史上最後にラインナップされたFRモデルであった。

## 初代（1975年 - 1977年）

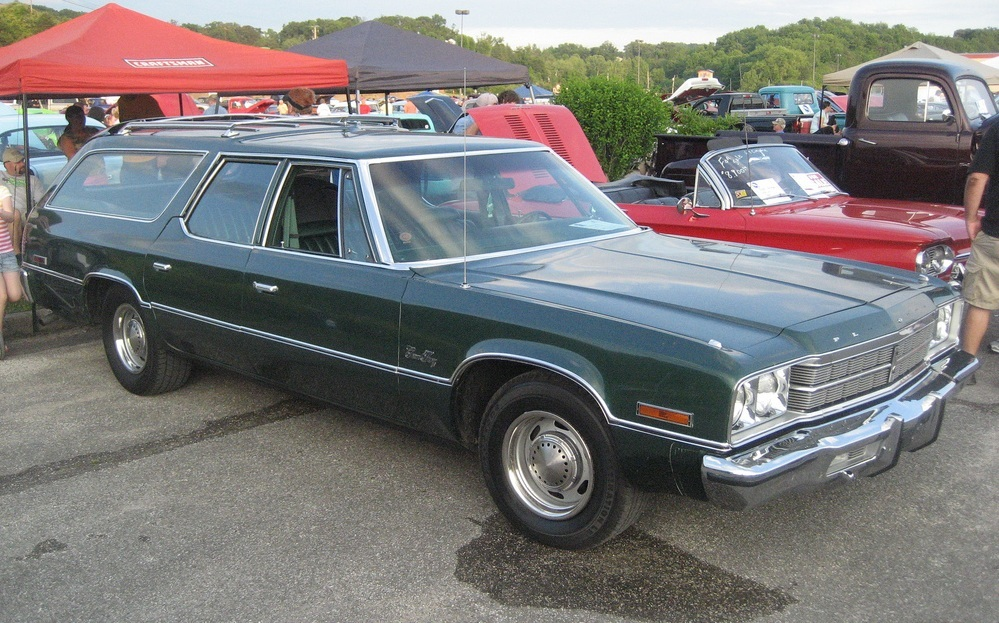
1975年型グランフューリー・サバーバン

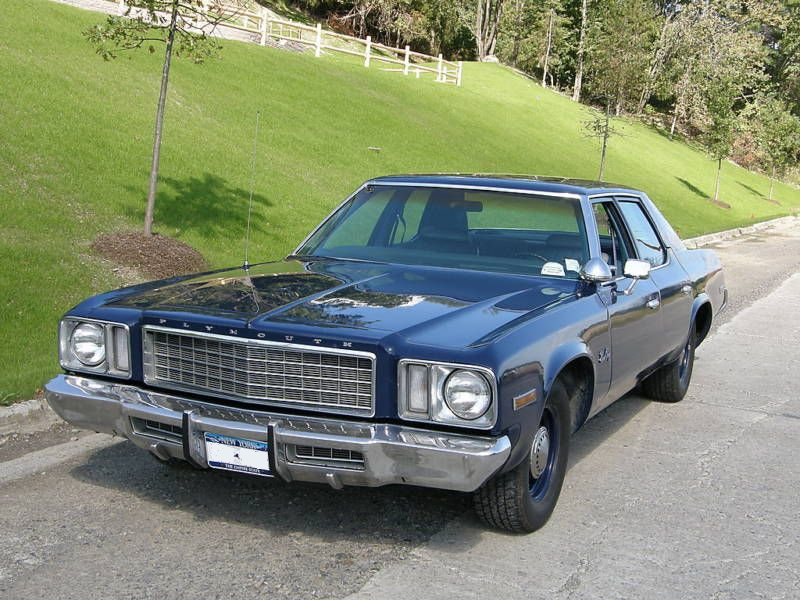
1977年型グランフューリー・フリート仕様

1975年、それまでフルサイズであったフューリーが、インターミディエイトサイズに小型化したことによって、空いてしまったフルサイズの穴を埋めるべくグランフューリーは登場した。
基本的に、1974年型フューリーがベースとなっており、細部が変更された進化版といったカタチであった。
ラインナップは大きく分けて、セダン/ハードトップのグランフューリーとワゴンモデルのサバーバンの2種類となっていた。
1976年に大幅なフェイスリフトを実施し、1977年まで生産された。
グランフューリーはパトロールカーなどのフリートセールスが好調で、現にプリムスは1975年度全米警察車両販売台数で1位を獲得しており、その中でのベストセラーがこのグランフューリーであった。

## 2代目（1980年 - 1981年）
一度生産を中止したグランフューリーであったが、1980年に復活した。
プラットフォームは新たにRプラットフォームが採用されている。バリエーション豊富であった先代とは打って変わり、ボディは4ドアハードトップ一本となった。
本車はクライスラー・ニューポートの姉妹車であり、ニューポートとの違いはグリルのデザイン、エンブレム程度であり、先代に比べると個性は弱まっていた。また、ニューポート以外にクライスラー・ニューヨーカー、クライスラー・ニューヨーカー・フィフスアベニュー、ダッジ・セントレジスの姉妹車でもあったが、そちらはデザインは大幅に異なり、より高級感のあるデザインが採用されていた。
これにより売れ筋は民間より警察などの公用車としての方が比重が高かった。
発売からわずか1年後の1981年、グランフューリーは次世代モデルへと更新された。

## 3代目（1982年 - 1989年）
グランフューリーは1982年にミッドサイズにダウンサイズしてフルモデルチェンジした。Mプラットフォームに架装されたボディは4ドアセダンの一本で、グレードはベースグレードと上級のサロンとの展開となった。
姉妹車はダッジ・ディプロマット、クライスラー・ニューヨーカー（1982年モデルのみ）、クライスラー・フィフスアベニューであり、特にディプロマットとはエンブレムやグリルの塗り分けが違う程度でほとんど同一のデザインであった。
グランフューリーはカナダでも販売されたが、こちらはプリムス・カラベルに改名して販売された。アメリカで販売されたプリムス・カラベルとは全くサイズの異なる別の車である。
グランフューリーとの違いはカラベルにはクーペとステーション・ワゴンの設定があったということであった。（グランフューリーはセダンのみの設定であった。）
販売に関しては、シンプルでベーシックなグランフューリーとディプロマットはフリートセールスがメインとなりがちになっており、一般向けの販売の主力はより上級のクライスラー・フィフスアベニューとなっていた。
そのため、グランフューリー、ディプロマットは先代と同じく主に警察などの公用車向けが主な販売先となり、初年度1982年は18,111台を販売していたが、最終年の1989年は残りの約5000台を販売し生産終了した。

## カナダ仕様車 カラベル・シリーズ (1978 - 1979年)

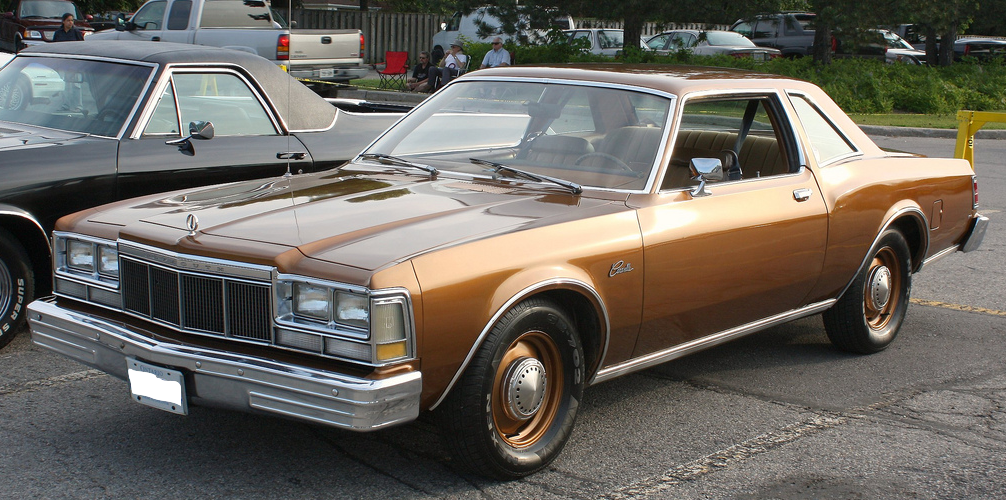
1978年型カラベル・2ドアクーペ

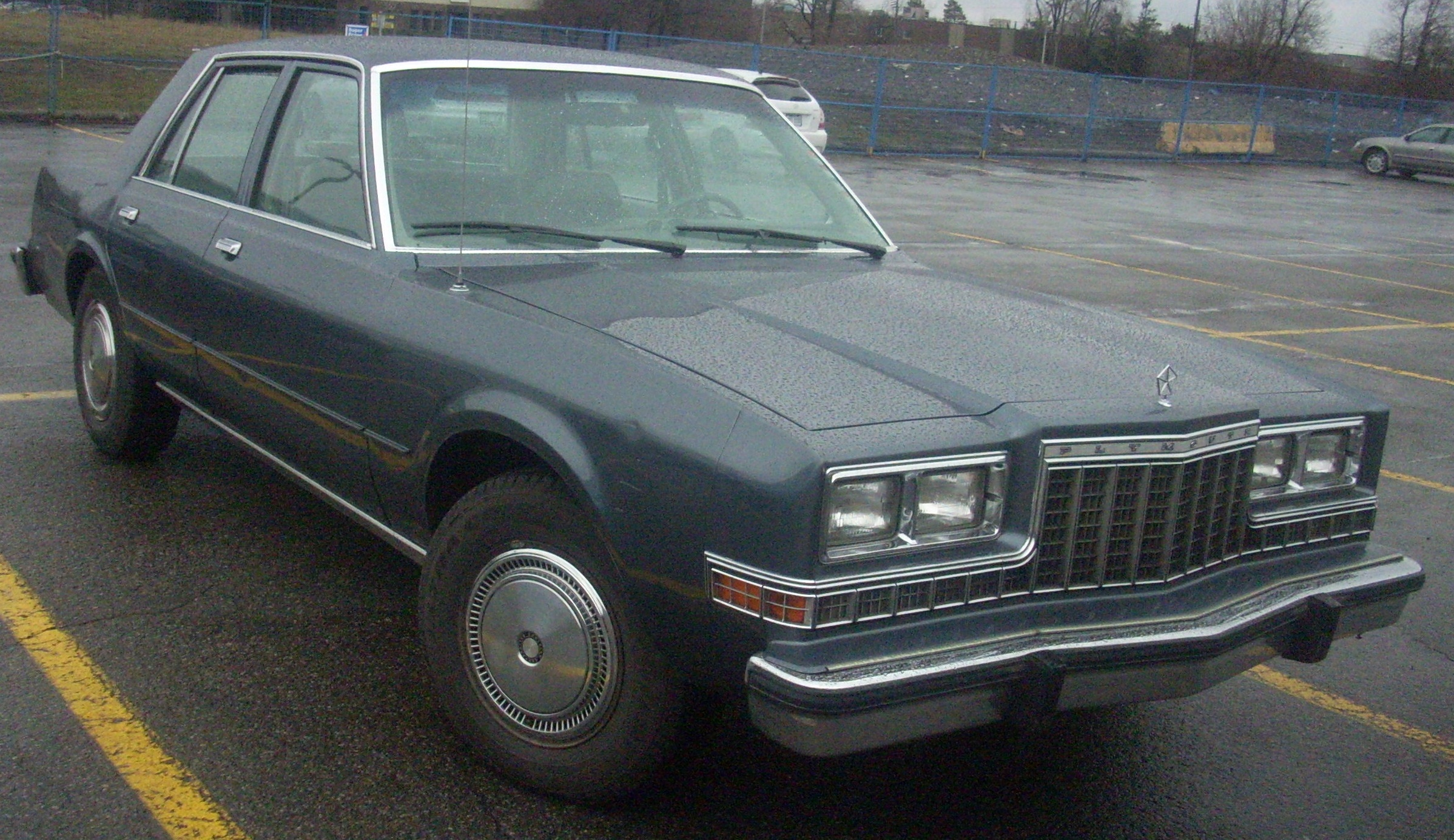
1986年型カラベルサロン・4ドアセダン

1977年にグランフューリー、1978年にフューリーが生産終了した後に、カナダではその二車種の後継車としてカラベルを登場させた。
これはダッジ・ディプロマットの姉妹車であり、2ドア・クーペ、4ドア・セダン、ステーションワゴンの3種がラインナップされていた。
1981年にビッグマイナーチェンジが行われ、1982年にアメリカでグランフューリーが復活した後もカラベルの名で販売が続けられた。
そして1983年、アメリカで新型前輪駆動車として開発された別のカラベルの販売開始にともない、名称をカラベルサロンに変更し1989年まで販売されることとなった。